# Pentti Linkola
Kaarlo Pentti Linkola (Helsinque, 7 de dezembro de 1932 – Valkeakoski, 5 de abril de 2020) foi um ecologista profundo radical, ornitólogo, polemista, naturalista, escritor e pescador finlandês. Escreveu profusamente sobre suas ideias, e na Finlândia é considerado um pensador proeminente e altamente controverso. Foi um pescador anual de 1959 a 1995; já pescou nos lagos Keitele e Päijänne, e no Golfo da Finlândia, e a partir de 1978 passou a pescar no lago Vanajavesi.
Linkola culpava a raça humana pela contínua degradação do meio-ambiente, e promovia um rápido declínio populacional para combater os problemas comumente atribuídos à superpopulação humana.

## Vida
Linkola cresceu em Helsinque, passando os verões no interior na fazenda de seu avô materno Hugo Suolahti. Seu pai, Kaarlo Linkola, era botânico e fitogeógrafo, e também reitor da Universidade de Helsinque; seu avô paterno foi chanceler da mesma universidade. Pentti Linkola resolveu não continuar com seus estudos de zoologia e botânica depois do primeiro ano.
Linkola é considerado um dos ornitólogos mais famosos da Finlândia, mas desistiu de sua carreira de pesquisador para viver uma vida modesta como um pescador.

## Ideais
Linkola acreditava que a democracia é um erro e que somente uma mudança radical pode deter o colapso ecológico. Ele argumentava que todas as populações humanas do mundo, sejam elas desenvolvidas ou não, não merecem sobreviver às custas da biosfera como um todo. Em maio de 1994 Linkola foi entrevistado pelo The Wall Street Journal Europe, onde disse que era a favor de uma diminuição radical da população mundial, e referindo-se a uma futura guerra mundial alegou: "Se eu pudesse apertar algum botão, me sacrificaria sem hesitar, se soubesse que milhões de outras pessoas morreriam".
Os escritos de Linkola descrevem com detalhes emotivos a degradação ambiental que testemunhou em seu país de origem ao longo dos tempos. Ele dedicou sua obra de 1979 Toisinajattelijan päiväkirjasta (Dos Diários de um Dissidente) a Andreas Baader e Ulrike Meinhof, afirmando que "eles são os sinalizadores, não Jesus de Nazaré ou Albert Schweitzer".
Paul G. Harris, professor catedrático de Estudos Globais e Ambientais da Universidade de Educação de Hong Kong, argumenta que enquanto a maioria dos ambientalistas finlandeses se distanciaram de Linkola, aqueles preocupados com o meio-ambiente leem avidamente seus escritos. Harris assegura que Linkola representa "uma versão finlandesa e demasiadamente macabra de 'uma verdade inconveniente'".
Em 1995 Linkola fundou a Fundação da Herança Natural Finlandesa (Luonnonperintösäätiö), que focaliza em preservar as poucas florestas primárias que ainda existem no sul da Finlândia e em outras formas de preservação ambiental. As florestas são doadas à fundação.

## Morte
Morreu no dia 5 de abril de 2020, aos 87 anos, em Valkeakoski.

## Obras
- Linkola, Pentti & Olavi Hilden: Suuri Lintukirja. Otava 1955, revisado em 1962.
- Linkola, Pentti: Isänmaan ja ihmisen puolesta: Mutta ei ketään vastaan. Quarta edição. Helsinque: Suomen sadankomitealiitto, 1981 (originalmente publicado em 1960).
- Linkola, Pentti: Pohjolan linnut värikuvin: Elinympäristö. Levinneisyys. Muutto. Otava 1963–67.
- Linkola, Pentti: Unelmat paremmasta maailmasta. Quarta edição. Porvoo: WSOY, 1990.
- Linkola, Pentti: Toisinajattelijan päiväkirjasta. Porvoo: WSOY, 1979. (Em 1983 Linkola ganhou o Prêmio Eino Leino por este livro.)[11]
- Linkola, Pentti & Osmo Soininvaara: Kirjeitä Linkolan ohjelmasta. Porvoo: WSOY, 1986.
- Linkola, Pentti: Johdatus 1990-luvun ajatteluun. Porvoo: WSOY, 1989.
- Vilkka, Leena (ed.): Ekologiseen elämäntapaan: artigo principal. Helsinque: Yliopistopaino, 1996.
- Linkola, Pentti: Voisiko elämä voittaa. Helsinque: Tammi, 2004.
- Linkola, Pentti: Can Life Prevail?: A Revolutionary Approach to the Environmental Crisis. Reino Unido: Arktos Media, segunda edição revisada de 2011. ISBN 1907166637 (tradução para o inglês de Voisiko elämä voittaa).